# Новопорічанська сільська рада
Новопорі́чанська сільська́ ра́да — адміністративно-територіальна одиниця та орган місцевого самоврядування в Городоцькому районі Хмельницької області. Адміністративний центр — село Нове Поріччя.

## Загальні відомості
Новопорічанська сільська рада утворена в 1922 році.
- Територія ради: 37,06 км²
- Населення ради: 1 075 осіб (станом на 2001 рік)
- Територією ради протікає річка Тростянка

## Населені пункти
Сільській раді підпорядковані населені пункти:
- с. Нове Поріччя
- с. Басівка
- с. Старе Поріччя

## Склад ради
Рада складається з 14 депутатів та голови.
- Голова ради: Королівська Любов Миколаївна
- Секретар ради: Хайнецька Ольга Петрівна

### Керівний склад попередніх скликань
| Прізвище, ім'я, по батькові  | Основні відомості                                                         | Дата обрання | Дата звільнення |
| ---------------------------- | ------------------------------------------------------------------------- | ------------ | --------------- |
| Королівська Любов Миколаївна | Сільський голова, 1972 року народження, освіта вища, член Народної партії | 26.03.2006   | 31.10.2010      |
| Королівська Любов Миколаївна | Сільський голова, 1972 року народження, освіта вища, позапартійна         | 31.10.2010   |                 |

Примітка: таблиця складена за даними сайту Верховної Ради України

### Депутати
За результатами місцевих виборів 2010 року депутатами ради стали:

#### За суб'єктами висування
| Суб'єкт висування           | Кількість обраних депутатів | %    |
| --------------------------- | --------------------------- | ---- |
| Самовисування               | 6                           | 42,9 |
| Народна партія              | 5                           | 35,7 |
| Комуністична партія України | 2                           | 14,3 |
| Селянська партія України    | 1                           | 7,1  |

#### За округами
| № округу                    | Прізвище, ім'я, по батькові      | Дата визнання обраним | Освіта             | Партійна приналежність | Відомості про обраного депутата                |
| --------------------------- | -------------------------------- | --------------------- | ------------------ | ---------------------- | ---------------------------------------------- |
| Комуністична партія України |                                  |                       |                    |                        |                                                |
| 2                           | Гурна Людмила Степанівна         | 05.11.2010            | середня спеціальна | позапартійна           | тимчасово не працює                            |
| 9                           | Бабишена Марія Олександрівна     | 05.11.2010            | середня спеціальна | позапартійна           | тимчасово не працює                            |
| Народна Партія              |                                  |                       |                    |                        |                                                |
| 3                           | Божик Ганна Олександрівна        | 05.11.2010            | середня спеціальна | позапартійна           | тимчасово не працює                            |
| 4                           | Хайнецький Володимир Васильович  | 05.11.2010            | середня            | позапартійний          | тимчасово не працює                            |
| 7                           | Чорний Микола Євгенович          | 05.11.2010            | середня спеціальна | позапартійний          | м. Хмельницький, будівельник                   |
| 8                           | Галасюк Микола Олексійович       | 05.11.2010            | середня            | позапартійний          | ТОВ «Порічанське», механізатор                 |
| 13                          | Хайнецький Петро Станіславович   | 05.11.2010            | незакінчена вища   | позапартійний          | с. Нове Поріччя, ветеринар-фельдшер            |
| Селянська партія України    |                                  |                       |                    |                        |                                                |
| 1                           | Гурний Андрій Володимирович      | 05.11.2010            | вища               | позапартійний          | Новопорічанська загальноосвітня школа, вчитель |
| Самовисування               |                                  |                       |                    |                        |                                                |
| 5                           | Хайнецький Станіслав Олексійович | 05.11.2010            | середня спеціальна | позапартійний          | АЗС, оператор                                  |
| 6                           | Бігняк Алла Василівна            | 05.11.2010            | вища               | позапартійна           | Тростянецька загальноосвітня школа, директор   |
| 10                          | Рой Петро Петрович               | 05.11.2010            | вища               | позапартійний          | ВАТ «Городоцьке», бригадир дільничної бригади  |
| 11                          | Рой Олена Михайлівна             | 05.11.2010            | середня спеціальна | позапартійна           | тимчасово не працює                            |
| 12                          | Нємий Петро Іванович             | 05.11.2010            | середня спеціальна | позапартійний          | Городоцька філія «Хмельницькгаз», слюсар       |
| 14                          | Хайнецька Ольга Петрівна         | 05.11.2010            | середня спеціальна | позапартійна           | Новопорічанська сільська рада, секретар        |